# Lago Vista (Teksas)
Lago Vista – jednostka osadnicza w Stanach Zjednoczonych, w stanie Teksas, w hrabstwie Starr.